# Xialu
För andra betydelser, se Xialu (olika betydelser).
Xialu är ett stadsdistrikt i Huangshis stad på prefekturnivå i Hubei-provinsen i centrala Kina. Det ligger omkring 80 kilometer sydost om provinshuvudstaden Wuhan.